# Davide Cassani
Davide Cassani (Faenza, 1 januari 1961) is een voormalig Italiaans wielrenner die beroepsrenner was tussen 1982 en 1996. Hij was een tijdje wielercommentator bij de RAI en bondscoach van de Italiaanse nationale wielerploeg van 2014 tot 2021.

## Ronde van Frankrijk 2007
Op 25 juli 2007 wordt bekend dat Cassani de geletruidrager van de Ronde van Frankrijk 2007, Michael Rasmussen, in juni van dat jaar heeft gezien in de Dolomieten in plaats van in Mexico zoals Rasmussen zelf aangegeven had. Dit heeft Cassani aan zijn vriend en oud-Raborenner de Deen Rolf Sörensen verteld die het aan de Raboploeg heeft doorgegeven. Hoewel Cassani niet de bedoeling had om Rasmussen in diskrediet te brengen was dit de druppel voor Theo de Rooij van de Rabobankploeg waardoor Rasmussen de Tour moest verlaten en door Rabobank per direct ontslagen werd.

## Belangrijkste overwinningen
1990
- Ronde van Lazio
- Ronde van Emilia
- Coppa Bernocchi

1991
- Milaan-Turijn
- 8e etappe Ronde van Italië
- Ronde van Emilië
- Coppa Agostoni

1992
- GP Città di Camaiore
- Ronde van Reggio Calabria
- Ronde van Campanië

1993
- 15e etappe Ronde van Italië
- Coppa Agostoni

1994
- 3e en 5e (deel B) etappe Ronde van de Middellandse Zee
- Eindklassement Ronde van de Middellandse Zee

1995
- Ronde van Emilia
- Ronde van Romagna
- Coppa Sabatini

## Resultaten in voornaamste wedstrijden
| Jaar | Ronde van Italië | Ronde van Frankrijk | Ronde van Spanje |
| ---- | ---------------- | ------------------- | ---------------- |
| 1982 | 40e              |                     |                  |
| 1983 | 37e              |                     |                  |
| 1984 | opgave           |                     |                  |
| 1985 | 54e              | opgave              |                  |
| 1986 | 35e              | opgave              |                  |
| 1987 | 43e              | 111e                |                  |
| 1988 | opgave           |                     |                  |
| 1989 | opgave           |                     |                  |
| 1990 |                  | 80e                 |                  |
| 1991 | opgave (1)       | 112e                |                  |
| 1992 | 105e             | opgave              |                  |
| 1993 | 66e (1)          | 105e                |                  |
| 1994 |                  | 108e                |                  |
| 1995 |                  | 112e                |                  |

| Jaar | Milaan-San Remo | Amstel Gold Race | Luik-Bast.‑Luik | Ronde van Lombardije | Waalse Pijl | Parijs-Tours | Rund um den Henninger-Turm |  | WK op de weg |  | Wereldranglijsten |
| ---- | --------------- | ---------------- | --------------- | -------------------- | ----------- | ------------ | -------------------------- |  | ------------ |  | ----------------- |
| 1982 |                 |                  |                 |                      |             |              |                            |  |              |  |                   |
| 1983 |                 |                  |                 |                      |             |              |                            |  |              |  |                   |
| 1984 | 42e             |                  |                 |                      |             |              |                            |  |              |  |                   |
| 1985 | 56e             |                  |                 |                      | 13e         |              |                            |  |              |  |                   |
| 1986 |                 |                  |                 |                      | 47e         | 17e          |                            |  |              |  |                   |
| 1987 |                 |                  | 14e             |                      | 13e         |              |                            |  |              |  |                   |
| 1988 |                 |                  |                 | 8e                   |             | 15e          |                            |  | 7e           |  | 49e (UWB)         |
| 1989 |                 |                  |                 | 18e                  |             |              | 6e                         |  |              |  |                   |
| 1990 |                 | 15e              | 43e             | 14e                  | 10e         | 38e          |                            |  |              |  |                   |
| 1991 |                 |                  |                 | 27e                  |             | 19e          |                            |  | 9e           |  |                   |
| 1992 |                 | 23e              | 4e              | ↑                    | ↑           | 43e          | 17e                        |  | 67e          |  | (UWB)             |
| 1993 | 9e              | 7e               | 15e             |                      |             |              |                            |  |              |  |                   |
| 1994 | 65e             | 23e              | 54e             | 6e                   | 8e          |              | 20e                        |  | 15e          |  | 19e (UWB)         |
| 1995 |                 | ↑                | 31e             |                      |             |              | 38e                        |  |              |  | 19e (UWB)         |